# Daniel Grevillius
Daniel Grevillius, född 5 januari 1717 i Linköping, död 18 maj 1801 i Hovs socken, Östergötlands län, var en svensk präst i Hovs församling.

## Biografi
Daniel Grevillius föddes 5 januari 1717 i Linköping. Han var son till guldsmeden Jöns Grevillius och Anna Margareta Carlström. Grevillius blev 1736 student vid Uppsala universitet och 1742 filosofie kandidat. 1743 blev han filosofie magister och prästvigdes 13 maj 1744. Grevillius blev 1744 extra ordinarie bataljonspredikant vid Artilleriet i Stockholm och 1745 brukspredikant vid Österbybruk. Han blev 1759 kyrkoherde i Hovs församling och 1783 prost. Grevillius avled 18 maj 1801 i Hovs socken.
Grevillius gifte sig 15 juni 1744 med Anna Lucia de Charliére (1723–1809). Hon var dotter till kaptenen Reinhold Gustafsson de Charliére och Hedvig Kijl. De fick tillsammans barnen Carl Peter (1749–1808, far till Carl Abraham Grevillius), Reinhold Gustaf Grevillius (1751–1828) och Johan Wilhelm Grevillius (1758–1814).